# Mikoláivka (Bolgrado)
Mikoláivka (en ucraniano: Миколаївка) es un pueblo ucraniano perteneciente al óblast de Odesa. Situado en el suroeste del país, es parte del raión de Bolgrado y del municipio (hromada) de Borodinó.

## Toponimia
El nombre del asentamiento en otros idiomas de importancia en el asentamiento es Nikolaevka (en ruso: Николаевка; en rumano: Nicolăeni).

## Historia
El pueblo de Mikoláivka fue fundado en 1826 por campesinos que procedían de la gobernación de Kursk. 

## Demografía
La evolución de la población de Mikoláivka entre 1989 y 2001 fue la siguiente:
| 1823                                                          | 1678 |
| (Fuente: Cities & Towns of Ukraine y UKRAINE: Größere Städte) |      |

Según el censo de 2001, la lengua materna de la mayoría de los habitantes, el 91,48%, es el ruso; del 4,53%, el rumano; del 13,93% es el búlgaro; el ucraniano del 1,91%; y del gagaúzo, 1,07%.